# Dąbie (powiat wieruszowski)
Dąbie – wieś w Polsce położona w województwie łódzkim, w powiecie wieruszowskim, w gminie Galewice.
W 2004 roku w Dąbiu mieszkały 104 osoby.
W latach 1975–1998 miejscowość należała administracyjnie do województwa kaliskiego.
W skład sołectwa Dąbie wchodzi również wieś Dąbrówka.